# Paraconchoecia spinifera
Paraconchoecia spinifera är en kräftdjursart som beskrevs av Claus 1890. Paraconchoecia spinifera ingår i släktet Paraconchoecia och familjen Halocyprididae. Inga underarter finns listade i Catalogue of Life.